# Deep Space Transport
Deep Space Transport (DST) ist ein von der NASA entworfenes bemanntes, wiederverwendbares Raumschiff, das eine maximal sechsköpfige Besatzung aus einer Mondumlaufbahn zum Mars transportieren kann. Er soll eine Kombination aus elektrischem und chemischem Antrieb nutzen. Zum Stand April 2018 ist der DST nur eine Konzeptstudie, und die NASA hat noch kein offizielles Projekt mit Budgetanforderung dazu eingereicht.
Das Raumfahrzeug soll am ebenfalls geplanten Lunar Orbital Platform-Gateway (LOP-G, früher „Deep Space Gateway“ genannt), einer Raumstation, die als Ausgangspunkt aller Missionen dienen soll, im Weltraum zusammengebaut werden. Die einzelnen Komponenten sollen mittels des Space Launch Systems (SLS) von der Erde aus dorthin transportiert werden. Am Ende jeder Mission soll der DST zur Raumstation zurückkehren, um gewartet und für die nächste Mission wiederverwendet zu werden. Ein DST soll für zwei bis drei Missionen verwendet werden können.

## Missionskonzept
Nach dem Aufbau des Lunar Orbital Platform-Gateways würden die einzelnen Komponenten (ein Antriebs- und Versorgungsmodul, ein Habitat- und ein Andockmodul) des Deep Space Transports mit SLS-Raketen zur Station transportiert werden. Im Anschluss würden Versorgungs- und Treibstofflieferungen unter Einbeziehung privater Raumfahrtanbieter erfolgen.
Ende der 2020er Jahre könnte eine einjährige, bemannte Mission im Mondorbit stattfinden. Diese würde die Fähigkeiten des Transporters testen, um über das Erde-Mond-System hinaus zum Mars und zu anderen Zielen reisen zu können.
Verläuft diese Mission positiv, würde der Mars als nächstes Ziel anvisiert. Dabei würde ein erster, frühestens 2033 gestarteter Flug in den Mars-Orbit einschwenken. Eine Landung auf dem Mars würde dabei nicht erfolgen. Für den dreijährigen Flug zum Mars würde ein Venus-Swing-by ausgenutzt. Ist diese Mission erfolgreich, dann könnten weitere Missionen zum Mars mit Landungen erfolgen.
Eine Studie der staatlichen US-amerikanischen Forschungseinrichtung Science and Technology Institute kam 2019 zu dem Schluss, dass diese Zeitplanung unrealistisch sei. Mit einer bemannten Mission zum Mars mit dem DST sei frühestens in den späten 2030er Jahren zu rechnen.